# Conseil suprême des Forces armées
Le Conseil suprême des Forces armées est une institution militaire égyptienne. Elle peut être réunie par le président de la République en cas de crise grave ou pour des commémorations. Elle a pris le pouvoir à la faveur de la révolution égyptienne de 2011.

## Historique
Selon le quotidien français Le Figaro du 14 février 2011, ce conseil ne s'est réuni que deux fois avant la révolution de 2011, en 1967 lors de la Guerre des Six Jours et en 1973 lors de la guerre du Kippour. Lors de la révolution de 2011, les membres de ce conseil sont apparus pour la première fois le 10 février 2011. Ils seraient une vingtaine, dont le chef d'état-major et les chefs de corps d'armée.
Il est présidé de 2011 à 2012, par le maréchal Mohamed Hussein Tantawi, ministre de la Défense de Hosni Moubarak. Depuis janvier 2014, il est présidé par le ministre de la Défense et compte parmi ses membres le chef d'état-major des armées, les commandants des diverses branches des armées et les assistants du ministre de la Défense.
Le Conseil suprême des forces armées a publié plusieurs communiqués, le premier le 10 février 2011. Par le troisième communiqué, le Conseil prend acte de la démission de Moubarak et assume le pouvoir. Le quatrième communiqué le 12 février promet une « transition pacifique » et que l'Égypte « restera engagée envers tous ses traités régionaux et internationaux ». Le 13 février, par une proclamation signée du maréchal Tantaoui, il suspend la Constitution et dissout le Parlement, demande au gouvernement de gérer les affaires courantes et annonce des élections.
Le 17 juin 2012, le CSFA publie une déclaration constitutionnelle par laquelle les militaires s'arrogent le pouvoir législatif mais à laquelle s'oppose le président nouvellement élu Mohamed Morsi,.
Le 12 août 2012, le président Mohamed Morsi annonce la mise à la retraite du maréchal Tantaoui et de son second le général Sami Hafez Annan. Le général Sissi est nommé ministre de la Défense en remplacement du maréchal Tantaoui et la déclaration constitutionnelle du CSFA du 17 juin 2012 est annulée.
Lors d'une réunion le 27 janvier 2014, le CSFA décide la candidature du colonel-général Sissi à la présidence de la République. 
En février 2014, le président Adli Mansour promulgue un décret qui introduit plusieurs amendements à la loi régissant les forces armées. Ces amendements sont relatifs au choix du ministre de la Défense et aux prérogatives de l’institution militaire. Il en découle que « pour la première fois, le président de la République ne présidera pas le Conseil suprême des forces armées » que le président Sissi rencontre officiellement le 4 octobre 2015 à l'occasion de l'anniversaire de la guerre du Kippour. D'autres sessions ont lieu à propos de la situation dans le Sinaï et le long des frontières occidentales le 31 janvier 2015 et le 18 novembre 2015, réunions du CSFA qui ont été présidées par Sissi,.